# Tore Pedersen
Tore Pedersen (* 29. září 1969) je bývalý norský fotbalista.

## Reprezentační kariéra
Tore Pedersen odehrál za norský národní tým v letech 1990-1999 celkem 47 reprezentačních utkání.

## Statistiky
| Norsko | Norsko | Norsko |
| Roky   | Zápasů | Gólů   |
| ------ | ------ | ------ |
| 1990   | 5      | 0      |
| 1991   | 8      | 0      |
| 1992   | 10     | 0      |
| 1993   | 10     | 0      |
| 1994   | 5      | 0      |
| 1995   | 1      | 0      |
| 1996   | 1      | 0      |
| 1997   | 4      | 0      |
| 1998   | 0      | 0      |
| 1999   | 3      | 0      |
| Celkem | 47     | 0      |